# فرس البحر المكلل
فرس البحر المكلل (الاسم العلمي: Hippocampus coronatus) هو نوع من الأسماك يتبع جنس فرس البحر من فصيلة زمارات البحر.